# Бой при Арменско
Боят при Арменско е бой между сдружени чети от Леринско и Костурско на Вътрешната македоно-одринска революционна организация и османски аскер.

## Бой
Боят започва на 17 август 1903 година в местността Бигла при леринското село Арменско. Един срещу друг се изправят османски гарнизон в състав от 250 души и 2000 души аскер срещу сдружени чети от Леринско и Костурско с общ брой около 300-400 души. Битката се провежда в местността Бигла и трае до вечерта, когато османските части се оттеглят към Лерин. Турските части губят 100 души, а 50 са ранени, а четниците губят 15 души и 33 са ранени. При оттеглянето си османските части запалват село Арменско, като убиват 120 души, раняват 33, а 15 жени са изнасилени.